# کتابخانه دوک هامفری

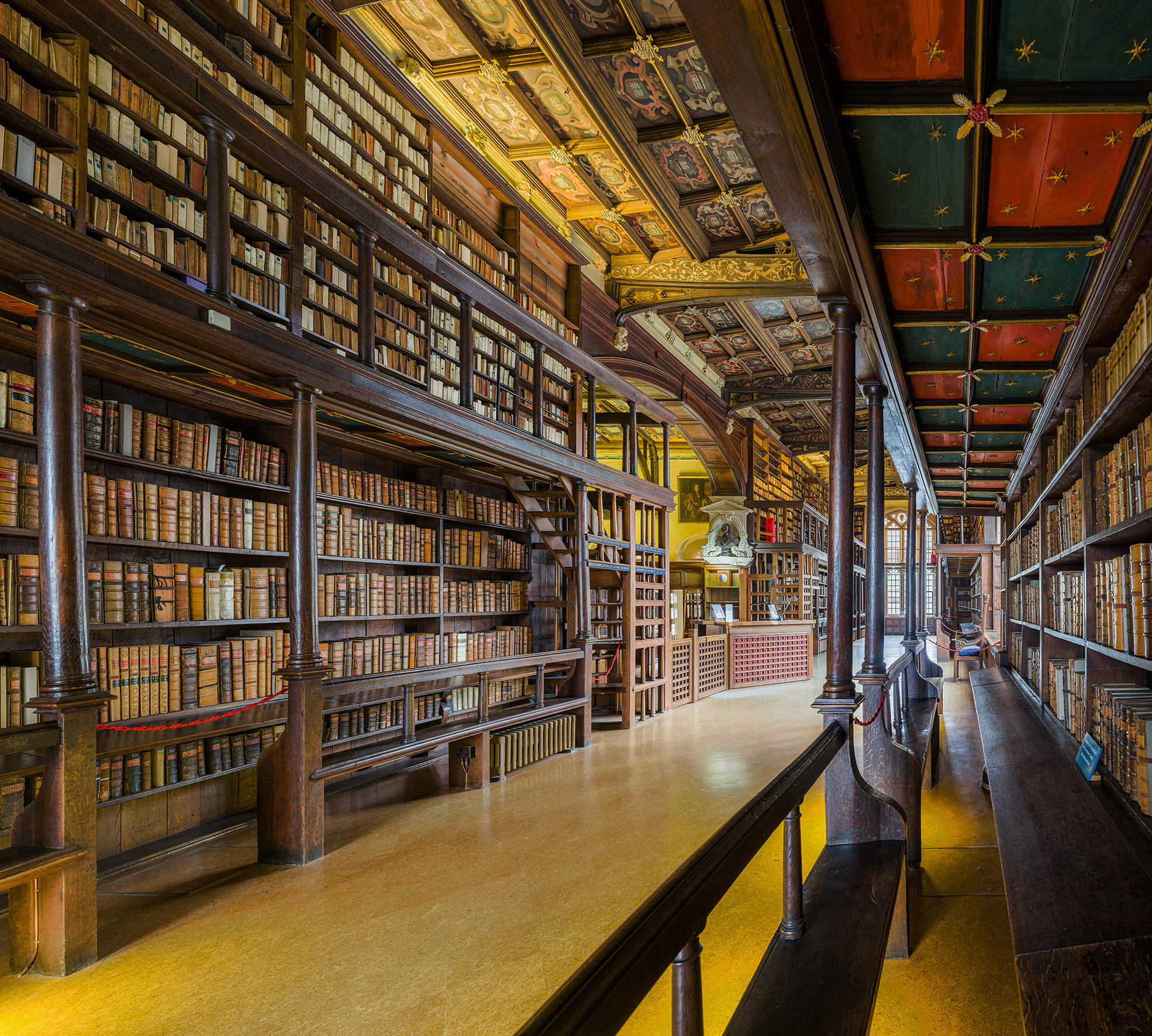
فضای داخلی کتابخانه دوک هامفری

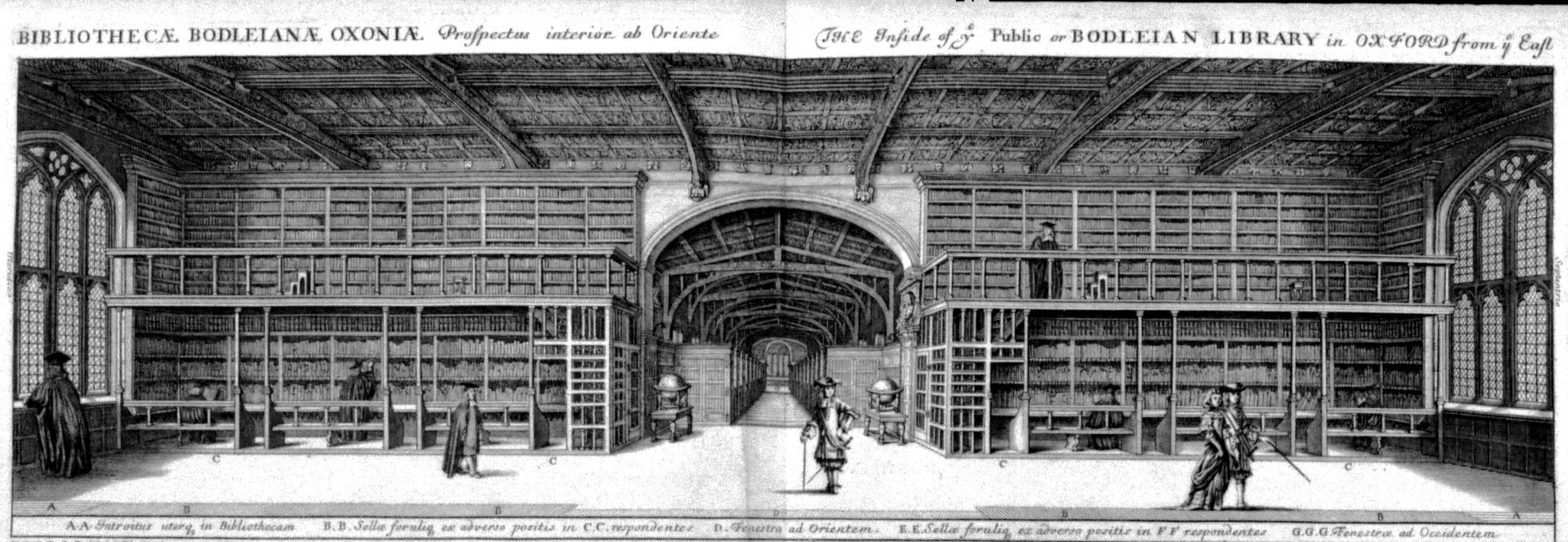
حکاکی پایان دوره هنر، اتاق مطالعه دوک هامفری

کتابخانه دوک هامفری (انگلیسی: Duke Humfrey's Library) قدیمی‌ترین اتاق مطالعه در کتابخانه بادلین در دانشگاه آکسفورد است. تا سال ۲۰۱۵، این اتاق به عنوان یک اتاق نقشه‌خوانی، موسیقی و کتاب‌های نفیس مربوط به قبل از ۱۶۴۱ مورد استفاده قرار می‌گرفت. پس از افتتاح کتابخانه جدید وستون، به عنوان یک اتاق مطالعه اضافی برای اعضای کتابخانه بادلین است، زیرا کتابخانه وستون اتاق مطالعه کلکسیون‌های ویژه نیز محسوب می‌شود. این محل از سه بخش قرون وسطی (۱۴۸۷)، پایان دوره هنر (۱۶۱۲) و پایان دوران سلدن (۱۶۳۷) تشکیل شده‌است. این اتاق شامل کلکسیونی از نقشه‌ها، موسیقی، نسخه‌های خطی غربی، و الهیات و مطالب هنری است. این اتاق مطالعه محلی برای محققان رمزشناسی، کتاب‌شناسی و تاریخ محلی است. همچنین محل بایگانی دانشگاه و بایگانی حزب محافظه‌کار نیز هست.
این کتابخانه در طبقه اول قرار دارد و با بخش‌های بعدی، شکل H ایجاد می‌کند. پایان دوره هنر قرار دارد. بخش قرون وسطی بالاتر از مدرسه الهیات و سلدن است (به اسم جان سلدن یکی از بانیان کتابخانه) بالاتر از مجلس همایش است. نقاشی از بخش قرون وسطی با مدرسه الهیات، به تنهایی به عنوان نماد کتابخانه بادلین استفاده می‌شود. کتابخانه دوک هامفری به عنوان کتابخانه هاگوارتز، همچنین در فیلم هری پاتر مورد استفاده قرار گرفت.

## نگارخانه

فضای داخلی کتابخانه دوک هامفری
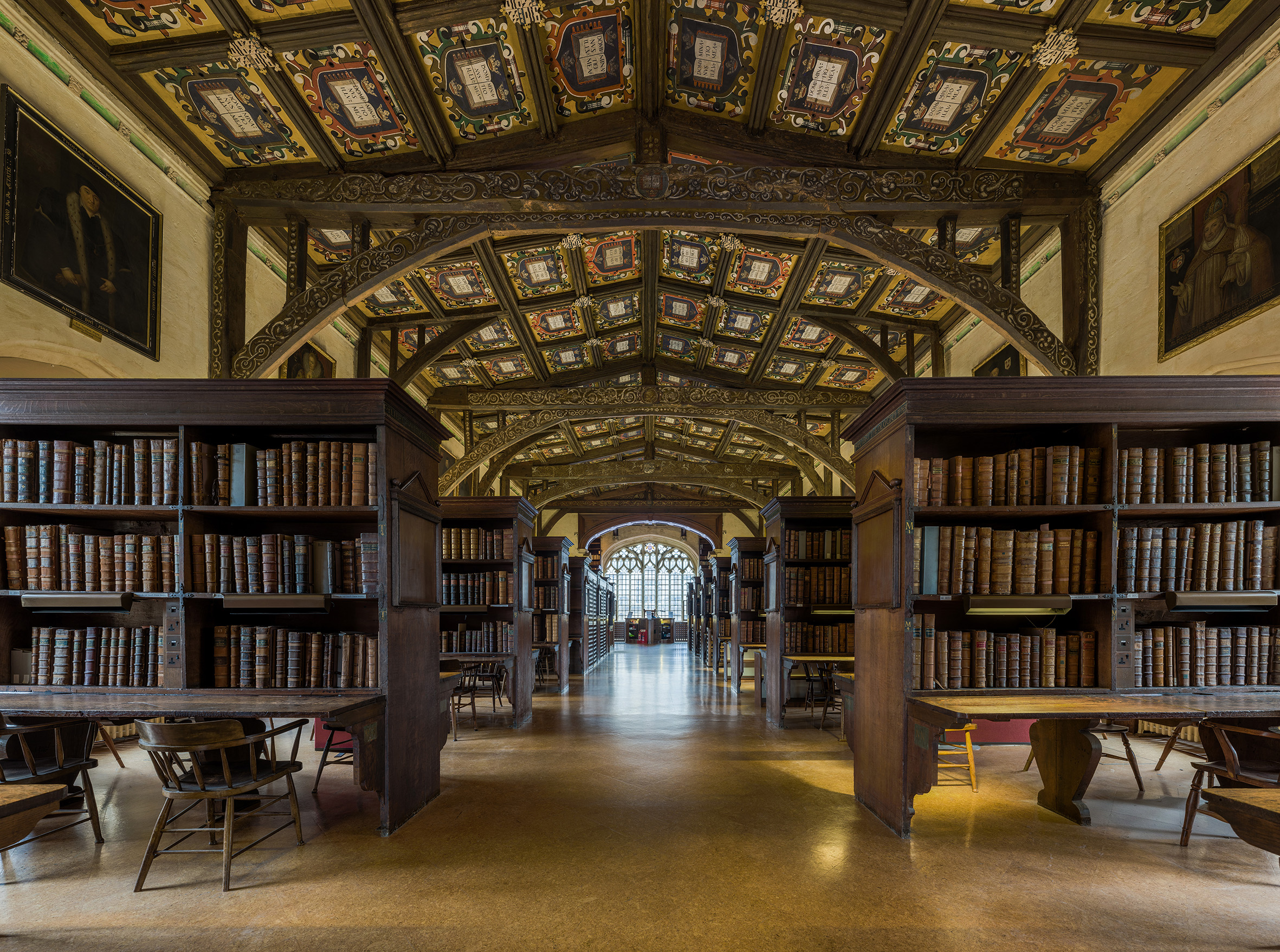
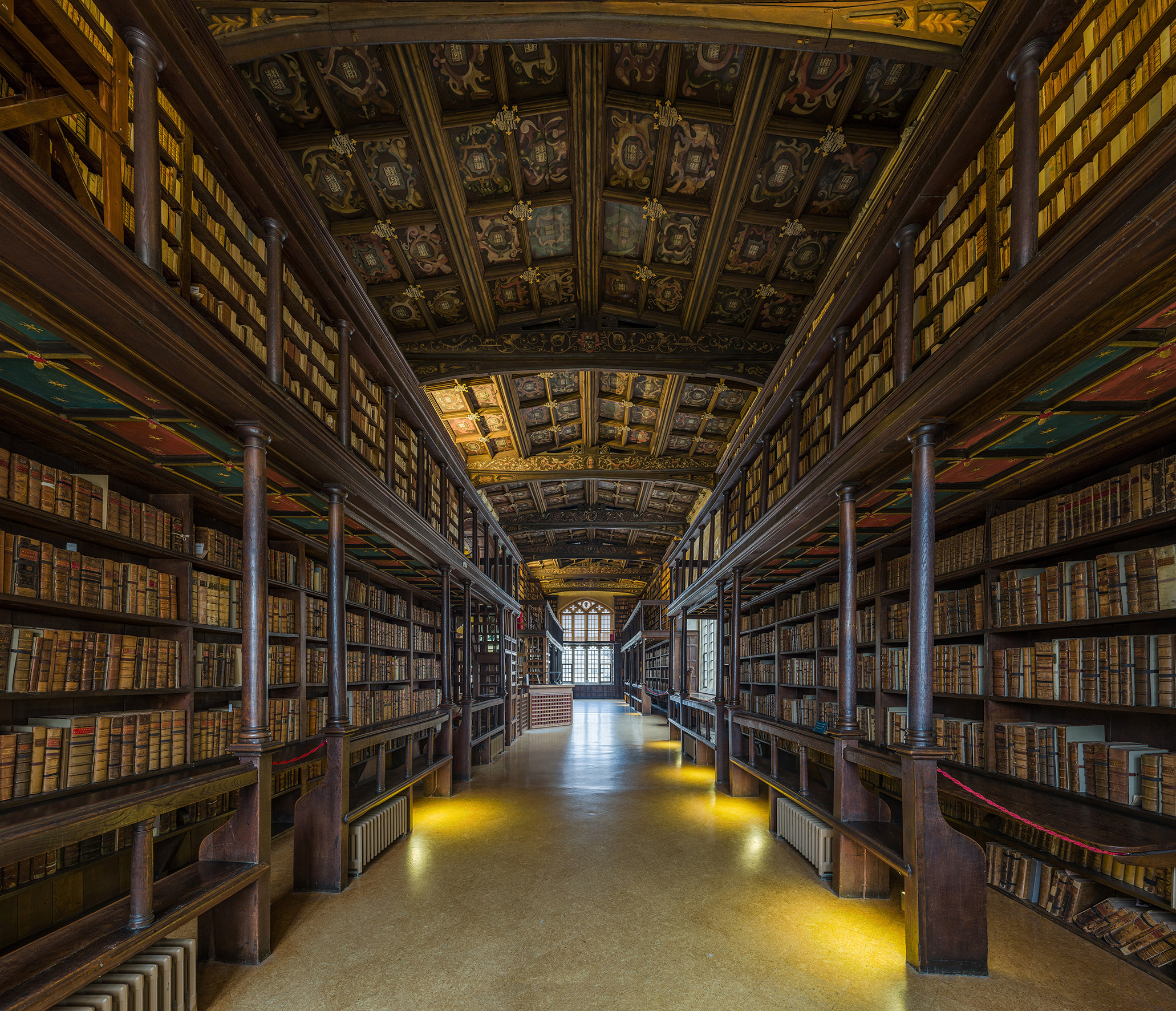
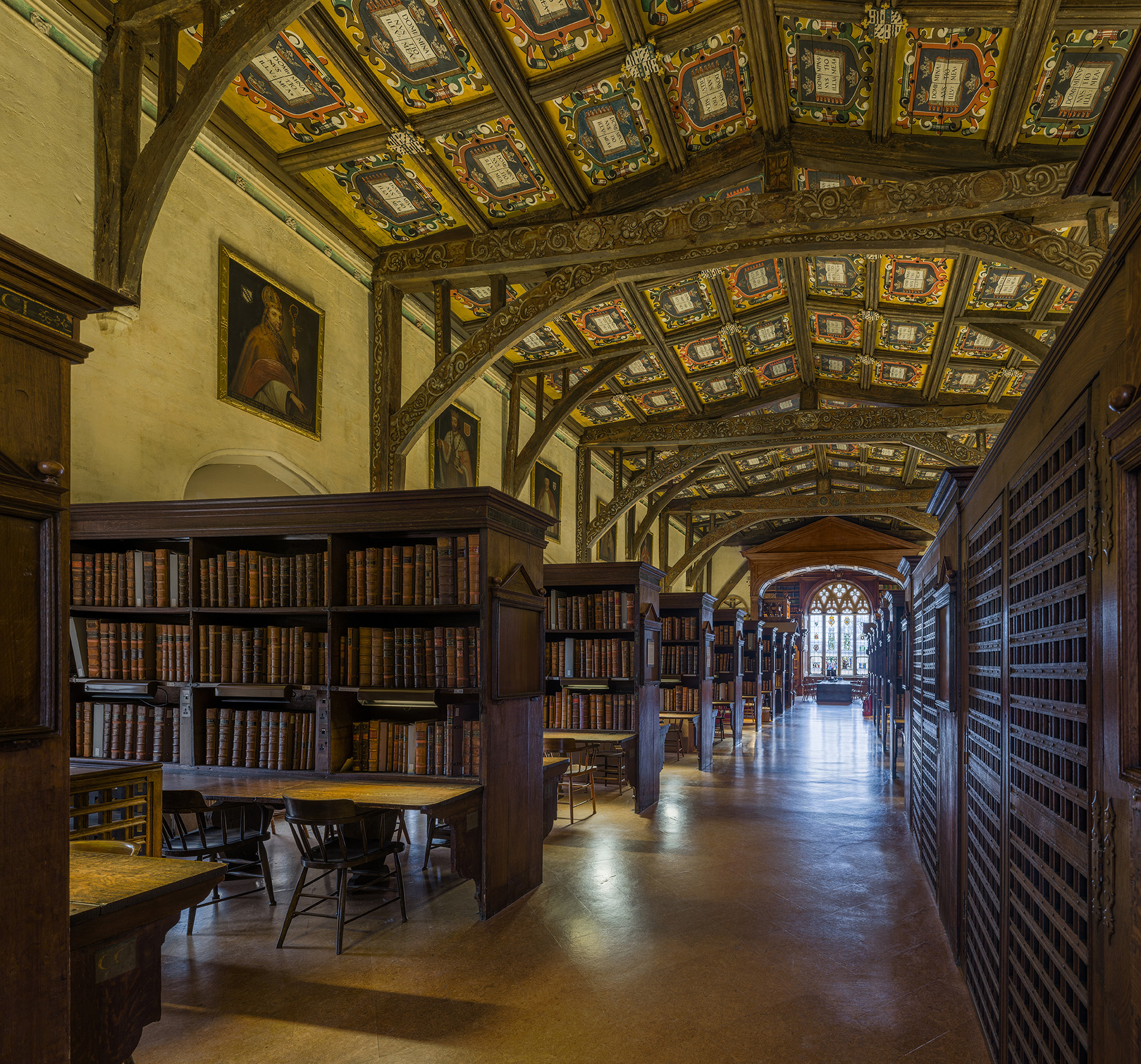
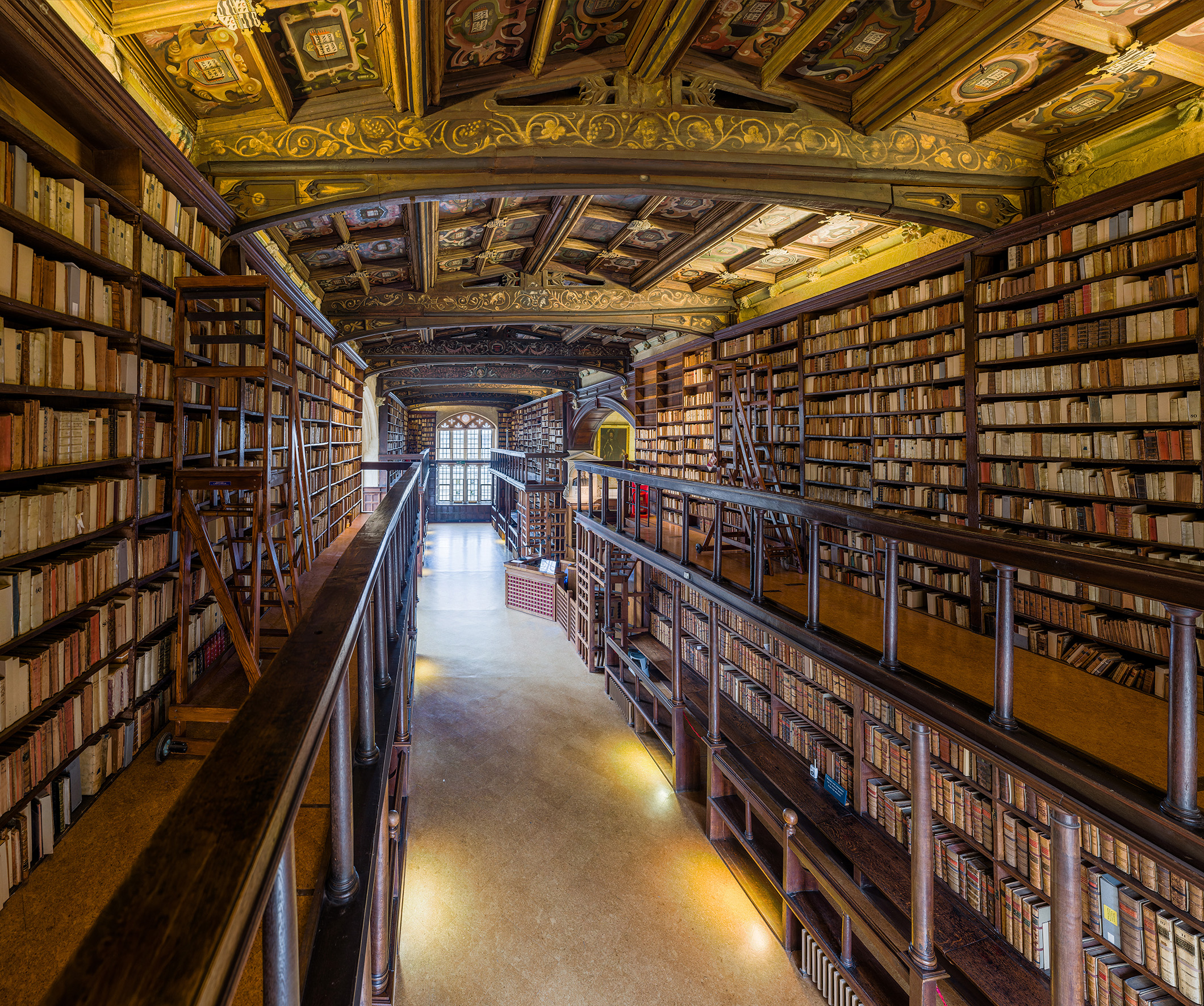